# قابلیت پرواز

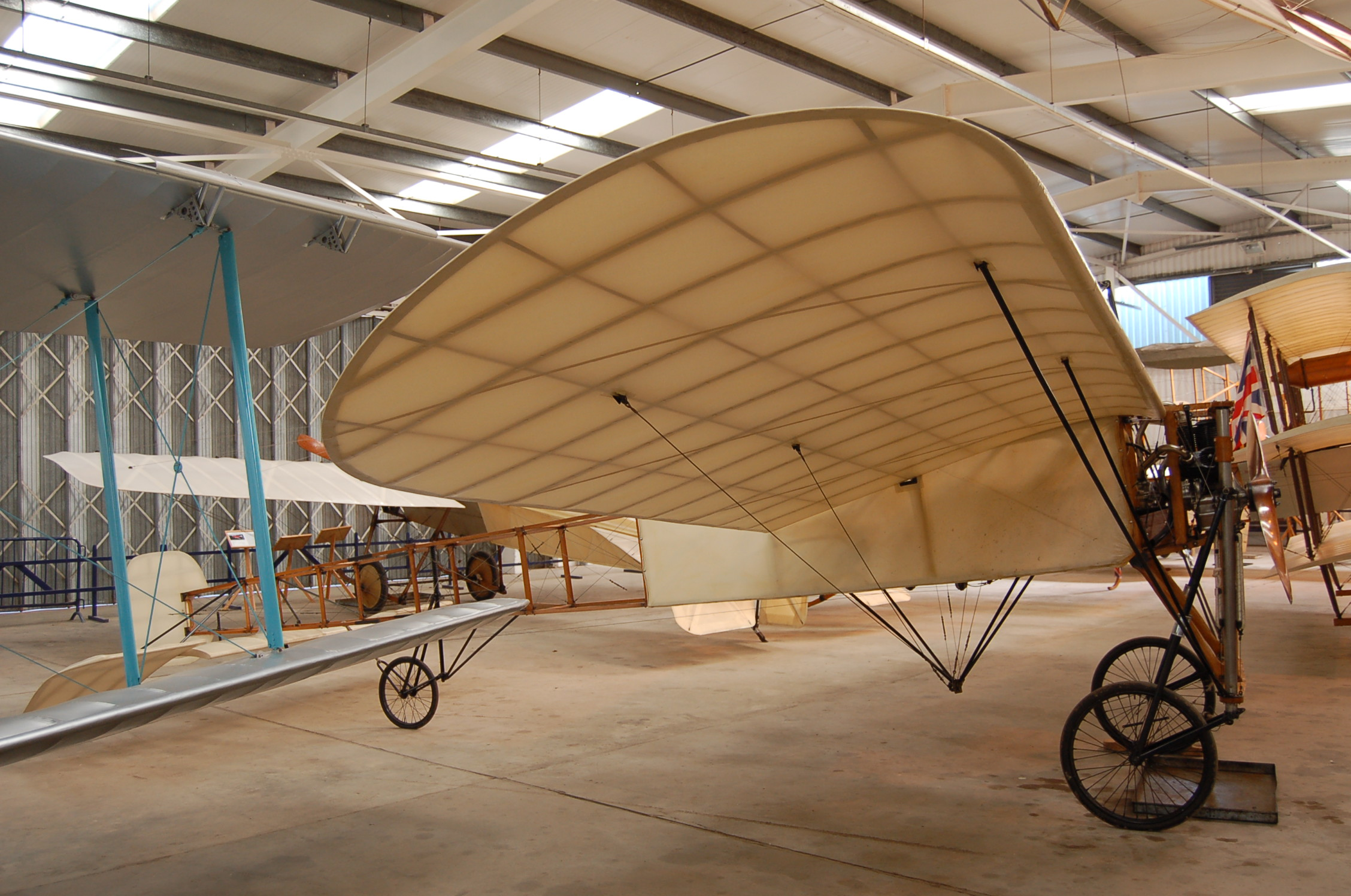
بلریو ۱۱, با شماره ثبت G-AANG که در سال ۱۹۰۹ توسط «مجموعه شاتل‌ورث» در بریتانیا ساخته شده، قدیمی‌ترین بازمانده هواپیمای دارای قابلیت پرواز است.

قابلیت پرواز (انگلیسی: Airworthiness) در هوانوردی، قابلیت پرواز معیاری برای سنجش مناسب بودن هواپیما برای پرواز ایمن است. شایستگی پرواز اولیه با گواهی صلاحیت پروازی صادر شده توسط مقام هواپیمایی کشوری در ایالتی که هواپیما در آن ثبت شده‌است، نشان داده می‌شود و قابلیت پرواز مداوم با انجام اقدامات تعمیر و نگهداری لازم به دست می‌آید.
صدور گواهینامه بر اساس استانداردهای اعمال شده توسط مقامات هواپیمایی کشوری است. قابلیت همکاری زمانی ارائه می‌شود که معیارهای ملی استانداردهای سازمان‌های نظامی و غیرنظامی بین‌المللی مانند سازمان بین‌المللی هوانوردی غیرنظامی (ICAO)، آژانس ایمنی هوانوردی اروپا (EASA)، ناتو و آژانس دفاعی اروپا (EDA) را اتخاذ کنند.
در ایالات متحده، عنوان ۱۴، کد مقررات فدرال، زیر فصل F، قسمت ۹۱٫۷ آمده‌است: "الف) هیچ شخصی نمی‌تواند هواپیما را به پرواز درآورد مگر اینکه هواپیما در شرایط مناسب پرواز باشد. خلبان باید پرواز را در زمانی که شرایط مکانیکی، الکتریکی یا ساختاری غیرقابل قبولی رخ دهد که شایستگی پرواز را به خطر اندازد، متوقف کند.